# Kleszczowe zapalenie mózgu
Kleszczowe zapalenie mózgu (łac. encephalitis ixodica) – wirusowa choroba ośrodkowego układu nerwowego przenoszona przez kleszcze. Czynnikiem etiologicznym jest należący do rodzaju flawiwirusów wirus kleszczowego zapalenia mózgu.

## Etiologia
Do zakażenia dochodzi w wyniku ukłucia przez zakażonego kleszcza, rzadko drogą pokarmową poprzez spożycie surowego mleka zakażonego zwierzęcia. Rezerwuarem są małe gryzonie i kleszcze. Typowymi miejscami ukłucia u człowieka są głowa, uszy, miejsca zgięcia dużych stawów, ręce i nogi. Ponieważ ślina kleszczy posiada właściwości znieczulające, ukłucie na ogół nie zostaje zauważone i dlatego bardzo często osoby z zachorowaniem na kleszczowe zapalenie mózgu nie przypominają sobie momentu ukłucia.

## Epidemiologia

Rozpowszechnienie występowania kleszczowego zapalenia mózgu

Zachorowania są związane na ogół z ogniskami przyrodniczymi, w których wirus krąży między zwierzętami (gryzonie, zwierzyna leśna, ptaki wędrowne) i przenosicielami wirusa, którymi są kleszcze. Zachorowania na kleszczowe zapalenie mózgu i opon mózgowo-rdzeniowych wykazują dwa nasilenia z mniej więcej 4-tygodniowym opóźnieniem w stosunku do aktywności kleszczy, tzn. jedno maksimum zachorowań w miesiącach czerwcu/lipcu i drugie w październiku.
W Polsce od wielu lat zachorowania na kleszczowe zapalenie mózgu występowały głównie na terenach endemicznych w dawnym województwie białostockim, suwalskim i olsztyńskim. Wystąpiły trzy ogniska kleszczowego zapalenia mózgu szerzące się drogą pokarmową przez picie mleka zakażonych krów (woj. olsztyńskie – 1974 r.) i mleka koziego (woj. kieleckie – 1995 r., woj. wrocławskie – 1996 r.). W 2017 roku w Polsce roczna liczba zachorowań wynosiła 282, zapadalność 0,73 na 100 000 (największa zapadalność wystąpiła w województwie podlaskim 13,50 na 100 000).

## Obraz kliniczny
Choroba przebiega dwufazowo. W fazie zwiastunowej (wiremicznej) występują objawy grypopodobne, nudności, wymioty, biegunka. Objawy utrzymują się do 7 dni, u 70–80% chorych dochodzi do samoistnego wyleczenia na tym etapie. U części chorych po kilkudniowym okresie ustąpienia objawów rozwija się faza neuroinfekcji. Neuroinfekcja może występować pod postacią zapalenia opon mózgowo-rdzeniowych, zapalenia mózgu, zapalenia móżdżku lub zapalenia rdzenia kręgowego. U większości objawy ustępują całkowicie po 2-3 tygodniach. U chorych na zapalenie mózgu, rdzenia kręgowego możliwe utrzymywanie się przez kilka miesięcy zaburzeń czucia, niedowładów, upośledzenia pamięci. Śmiertelność około 1% .

## Leczenie
Nie ma leczenia przyczynowego kleszczowego zapalenia mózgu. Leczenie wyłącznie objawowe.

## Zapobieganie
- nosić odpowiednią odzież w lesie zakrywającą jak najwięcej części ciała;
- jak najszybciej usunąć kleszcza ze skóry;
- stosować środki odstraszające kleszcze;
- gotować mleko pochodzące od krów, kóz i owiec;
- unikać pobytu w rejonach zakażonych kleszczami;
- po wizycie w lesie dokładnie obejrzeć całe ciało; jeżeli zauważysz ukąszenie, natychmiast delikatnie usuń kleszcza – uchwyć pęsetą za główkę i pociągnij; miejsce ukłucia zdezynfekuj.

Stosowanie wymienionych zasad zmniejsza prawdopodobieństwo ukąszenia i zakażenia. Jednak najpewniejszym sposobem zabezpieczenia się jest szczepienie ochronne.

## Szczepienia
Szczepienie przeciw KZM jest zalecane przez Ministerstwo Zdrowia dzieciom >12 m-ca życia, osobom przebywającym na terenach endemicznych: zatrudnionym przy eksploatacji lasów, stacjonującemu w lasach wojsku, rolnikom, młodzieży odbywającej praktyki oraz turystom, uczestnikom obozów i kolonii.
Dla zapewnienia odpowiedniego zabezpieczenia niezbędne jest uodpornienie podstawowe przez podanie szczepionki. Żeby szczepionka działała pewnie i długoczasowo, pobudza się układ obronny organizmu do tworzenia przeciwciał obronnych przez trzy etapowe szczepienie. Później podawane jest szczepienie przypominające.
1. Szczepienie podstawowe.
Szczepienia ochronne przeciw kleszczowemu zapaleniu mózgu.
- I dawka 0,5 ml tak wcześnie, jak to możliwe najlepiej w zimnym okresie roku
- II dawka 0,5 ml 1–3 m-ce po pierwszym szczepieniu
- III dawka 0,5 ml 9–12 m-cy po drugim szczepieniu

2. Szczepienie przypominające.
Co trzy lata jedno szczepienie przypominające. W ten sposób zostaje zapewnione właściwe zabezpieczenie.
Na terenach zagrożonych powinno się szczepić dzieci już od pierwszego roku życia, ponieważ spędzają one dużo czasu na dworze. Również kobiety ciężarne powinny się szczepić, ponieważ szczepienie chroni przyszłą matkę i dziecko.

## Usuwanie kleszczy

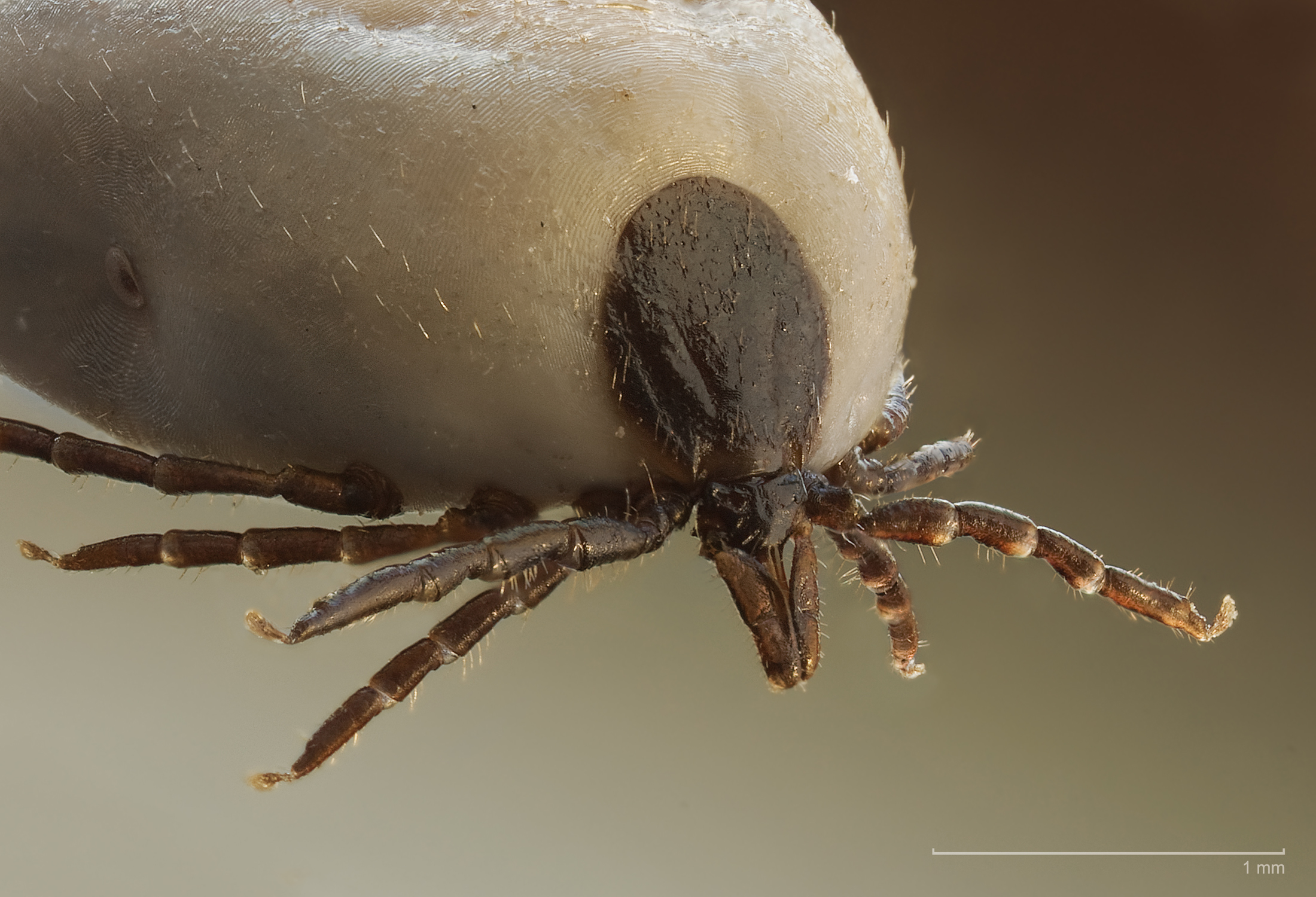
Kleszcz pospolity (Ixodes ricinus)

Kleszcze należy usuwać możliwe szybko, dzięki temu zmniejsza się niebezpieczeństwo zarażenia zapaleniem mózgu i opon mózgowych.
Aby wyciągnąć kleszcza, należy ująć go pincetą jak najbardziej z przodu, wystarczająco mocno, żeby pinceta się nie ześliznęła, i delikatnie wyciągnąć pociągając ku sobie (bez wykręcania). Należy uważać, by nie zgnieść kleszcza, gdyż przez to można spowodować wyciśnięcie jego zawartości do ciała. Nie wolno smarować kleszcza masłem lub innymi środkami, które mogłyby go podrażnić i wywołać zwrócenie do ciała gospodarza wszystkiego, włącznie z drobnoustrojami chorobotwórczymi i wirusami.

## Klasyfikacja ICD10
| kod ICD10     | nazwa choroby                                                                                          |
| ------------- | --- |
| ICD-10: A84   | Wirusowe zapalenie mózgu przenoszone przez kleszcze                                                    |
| ICD-10: A84.0 | Dalekowschodnie zapalenie mózgu przenoszone przez kleszcze (rosyjskie wiosenno-letnie zapalenie mózgu) |
| ICD-10: A84.1 | Środkowoeuropejskie zapalenie mózgu przenoszone przez kleszcze                                         |
| ICD-10: A84.8 | Inne zapalenia mózgu przenoszone przez kleszcze                                                        |
| ICD-10: A84.9 | Wirusowe zapalenie mózgu przenoszone przez kleszcze, nieokreślone                                      |